# 留守政景
留守政景（1549年—1607年2月28日）是日本戰國時代及江戶時代人物，伊達晴宗的三男。幼名六郎，是伊達輝宗的同母胞弟。祖父伊達稙宗及叔公留守景宗是兄弟關係，留守家讓叔公景宗打理，繼而又收留養父留守顯宗，為了使留守氏繼續流傳，成為了顯宗的養子，成為留守氏第十八代家督。也成為二哥伊達輝宗及侄子伊達政宗的得力幹將助手。協助伊達氏參與大多數戰爭。

## 生平
永祿十年(1567年)，十八歲的政景被過繼為留守顯宗的養子並成為留守家高森城（岩切城）之主，翌年在伊達家的婚姻外交政策下迎娶了豪族黑川晴氏的女兒，為鞏固伊達家在奧州的勢力基盤做出貢獻。之後作為伊達家一門眾以軍團核心的姿態活躍於戰場上，在輝宗的兄弟中留守政景是少數常年待在伊達方的一門眾人物。
天正十二年(1584年)，兄長輝宗出家隱居於館山城，在重臣遠藤基信及政景的支持下由輝宗長子伊達政宗成為第十七代當主。隔年十月八日，本來透過輝宗向政宗請降的二本松義繼誤會伊達方將準備在宴會上襲殺自己，憤而脅持伊達輝宗退往人取橋向二本松逃逸，最後兩人在阿武隈川同歸於盡。
欲報父仇的侄兒伊達政宗在二哥伊達輝宗頭七後，立即發兵八千人攻向二本松城，當時繼為二本松城主的義繼遺兒國王丸（二本松義綱）火速向南奧州及常陸的各大名求援，於是以常陸佐竹氏、南奧蘆名氏兩家為首聯合岩城氏、二階堂氏、白河結城氏等組成三萬大軍北上馳援。在這場被後世稱為人取橋之戰，令伊達家痛失一眾良臣猛將的戰役中留守政景一直留在本陣保衛政宗直到脫離戰場。
天正十六年(1588年)，奧州名門大崎氏內亂，重臣氏家吉繼在長年積怨下自願擔任內應，請求伊達政宗發兵攻打大崎氏，有此良機政宗當然不會放過，留守政景擔任泉田重光的副將與濱田景隆諸將領五千兵馬，本以為攻討大崎家易如反掌的留守政景卻慘逢敗績，在大崎合戰之中岳父黑川晴氏逆刃倒向大崎家，加上陰雪連綿視線不良導致政景判斷失誤被大崎軍奇襲戰敗。正當留守政景已有戰死的覺悟時幸虧得到妻舅黑川月船的援軍才脫離危境。
天正十七年(1589年)，伊達政宗於摺上原之戰中以二萬大軍重創蘆名軍，終於成功制霸南奧州三十多郡，留守政景被轉封至宮城郡利府城。天正十八年(1590年)，秀吉於出兵小田原北條家之時趁機發佈奧羽惣無事令，並要求奧羽諸大名也一同參戰，這等若變相要求奧羽大名臣服以順此機會一統天下。面對秀吉的強勢伊達家中分裂成主戰與主從兩派，最後伊達政宗採納了智將片倉景綱的建言前往小田原謁見秀吉。
由於摺上原之戰發生在奧羽惣無事令之後，而且被擊敗的蘆名義廣也搶先一步投降秀吉，所以在小田原之戰後秀吉以遲到參陣並違反奧羽惣無事令的理由，將摺上原之戰後政宗佔領的蘆名領地全部沒收。同年七月，秀吉改易伊達家的領地，將伊達家由原本的米澤城移至葛西大崎的舊領岩出山城領五十八萬石，政景的所領土地在被秀吉沒收後，政宗將他分置到新領地的黑川郡大谷城領二萬石。
文祿慶長之役時，政景隨政宗渡海到朝鮮半島參戰表現卓越，之後在肥前名護屋城的陣地中政宗感念他的功績特賜政景恢復原姓伊達。
慶長三年(1598年)，秀吉去世，隔年其摯友，豐臣家的元老前田利家亦病故，五奉行之首石田三成與德川家康的關係迅速惡化，直到慶長五年終爆發關原之戰，當時最上義光在石田三成舉兵前表面上雖與上杉景勝保持和募，但是私底下和德川家康也有十分親密的接觸，所以在石田三成舉兵後，他很快便倒向東軍。最上義光打算趁上杉景勝與德川軍對峙時，與羽州的秋田實季共同謀攻取上杉景勝領內的酒田城，奪取酒田港以獲得其龐大的商業利益，但不料隔牆有耳這項圖謀尚未成事便已被上杉景勝知悉，景勝反而任命直江兼續率三萬兵馬向最上義光領地進攻。
伊達政宗雖然長年與舅舅最上義光不和但基於同屬東軍的立場還是派遣叔父留守政景領五千援軍配馬五百匹及火鎗七百支向柴田郡進軍往援，在須川與直江兼續對峙，使直江兼續無法一舉擊破長谷堂城，成功替最上家解圍。
之後留守政景的居城被多次遷移，先是由黑川郡大谷城轉到磐井郡黃海城，再調到磐井郡清水城，最後到慶長九年(1604年)才確定移封至磐井郡一關城二萬石的領地。
慶長十二年(1607)，留守政景在家中病逝，享年五十九歲，法名大安寺殿高嶽玄登大居士。